# Koreno, Lukovica
Koreno je naselje v Občini Lukovica. Med 2. svetovno vojno so ga okupatorji zažgali, prebivalce pa izselili.